# Cheiloneurus afer
Cheiloneurus afer är en stekelart som beskrevs av James Waterston 1917. Cheiloneurus afer ingår i släktet Cheiloneurus och familjen sköldlussteklar. Inga underarter finns listade i Catalogue of Life.